# Annexion de la Moselle (1940)
La seconde annexion de la Moselle (ou annexion de la Moselle de 1940) par l'Allemagne, proclamée officiellement le 30 novembre 1940 par les nazis, eut lieu de facto le 25 juillet 1940, avec le rétablissement des frontières de 1871.

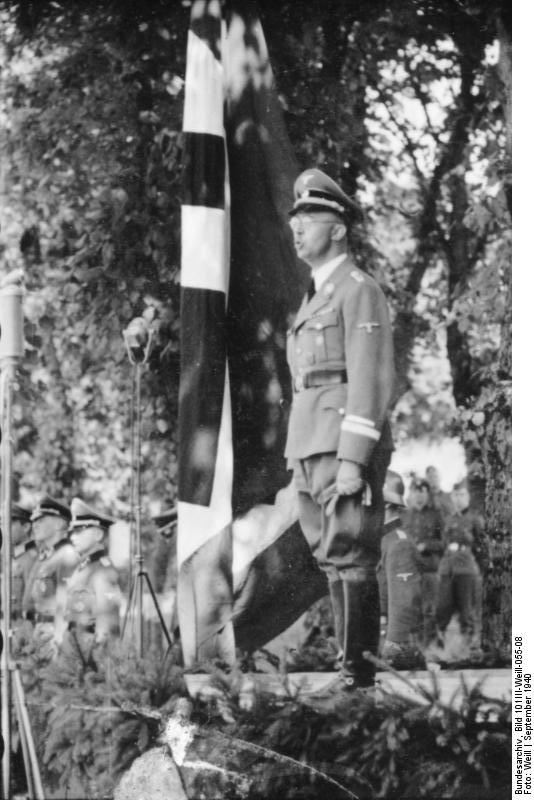
Discours du Reichsführer SS Himmler à Metz, en septembre 1940.

## Contexte historique
La première annexion de la Moselle est entérinée par le traité de Francfort, le 10 mai 1871. Cette « annexion légale», car conforme au droit international, s’inscrit dans le processus de formation du second empire allemand. La plus grande partie de l’ancien département de la Moselle de 1790 est alors annexée à l'Allemagne, pour former le Bezirk Lothringen au sein du Reichsland Elsaß-Lothringen, ou « Elsaß-Lothringen ». La Moselle restera allemande pendant quarante-huit années, avant d’être réintégrée à la France par le traité de Versailles du 28 juin 1919.
La seconde annexion de la Moselle, en revanche, n'a jamais été ratifiée par un traité international. Annexée de facto, la Moselle, ou CdZ-Gebiet Lothringen, est séparée du reste de la Lorraine le 25 juillet 1940, et intégrée au Gau Westmark comme un nouveau territoire du Reich. L'annexion allemande de 1940 se traduisit par quatre années de souffrances pour les Mosellans, expulsés, déplacés ou opprimés, et par la disparition de milliers de jeunes gens, incorporés de force dans l'armée allemande, les « malgré-nous », mais aussi de civils sous les bombes des belligérants.

## Chronologie des événements

### Année 1939
À la déclaration de guerre le 3 septembre 1939, près de 30 % du territoire de la Moselle se trouve entre la ligne Maginot et la frontière franco-allemande. 302 732 personnes, soit 45 % de la population du département, sont évacuées pendant le mois de septembre 1939 vers des départements du Centre et de l'Ouest de la France, essentiellement la Charente, la Charente-Inférieure, la Vienne, la Haute-Vienne et enfin la Haute-Loire qui accueillent les mineurs. L'ordre d'évacuation pour les villages frontaliers comme Oberdorff est donné dès le 1er septembre. Parmi les quelque 300 000 évacués, 200 000 reviendront après la défaite.

### Année 1940

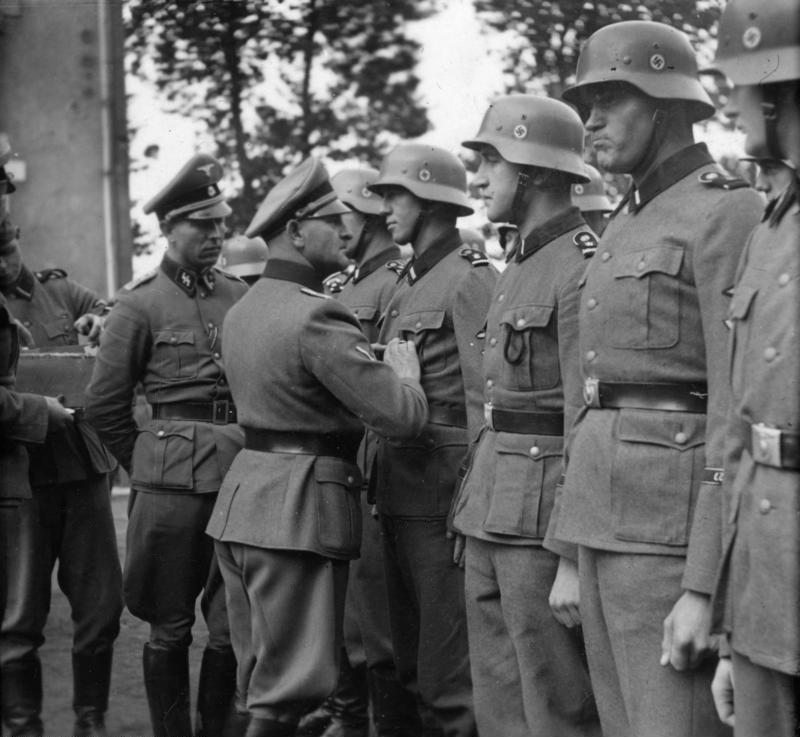
Sepp Dietrich décorant des soldats de la 1re Division SS, après la campagne de France, à Metz, été 1940.

De la déclaration de guerre de la France à l'Allemagne le 3 septembre 1939, à juin 1940, la « drôle de guerre » donne l’illusion à la France qu’elle tiendra ses positions grâce à la ligne Maginot et à la vaillance de ses troupes, et qu'elle obtiendra la victoire, comme en 1918.
Le 14 juin 1940, Metz est déclarée « ville ouverte ». Le 17 juin 1940, l’entrée des troupes allemandes dans cette ville marque le début d’une répression brutale, dont les Messins et les Mosellans ne se relèveront qu’en 1945. Le lendemain, le représentant de l’État à Metz, le préfet de la Moselle, est arrêté, signe de la défaite de la France. Quatre jours plus tard, la signature à Rethondes d’un traité d'armistice, entre la France et l’Allemagne, ôte les derniers espoirs aux Mosellans. Une semaine plus tard, le 29 juin, une antenne de la Gestapo s'installe à Metz.
Pourtant un mouvement de résistance, l'« Espoir français », se forme fin juin 1940, pour conjurer le mauvais sort et préparer le retour des troupes françaises. Il sera actif plusieurs mois. Dans le même temps les premières expulsions ont lieu dans la plupart des villes de Moselle. L’ancienne frontière de 1871 est rétablie le 25 juillet, marquant de facto l’annexion du département de la Moselle au Reich allemand.
Le Gauleiter Josef Bürckel prend ses fonctions le 7 août 1940 à Sarrebruck, en tant que nouveau chef de l'administration civile allemande en Moselle. Le « CdZ-Gebiet Lothringen » remplace officiellement le département de la Moselle. Le 8 août 1940, le préfet Bourrat est expulsé de ce nouveau « territoire allemand ». Les Messins résistent en silence et, à l'occasion de la fête de l'Assomption, organisent une manifestation francophile, place Saint-Jacques à Metz : la statue de Notre-Dame est fleurie aux couleurs tricolores. Les autorités allemandes réagissent immédiatement et expulsent le lendemain l'évêque de Metz, Mgr Heintz. Le 20 août, la Deutsche Volksgemeinschaft, « Communauté du Peuple allemand », est lancée en Moselle. Des milliers de Messins, fonctionnaires, patriotes ou anciens militaires, sont à leur tour expulsés.
Pour conjurer la résistance passive des Messins, le Gauleiter Bürkel organise en grande pompe son entrée officielle à Metz, le 21 septembre 1940. Il se fait remettre les clés de la cité par Roger Foret, le dernier maire allemand de la ville en 1918. Résidant principalement à Neustadt dans le Palatinat, il ne reviendra que rarement à Metz. Informé des contrariétés de Bürkel au sujet des Lorrains mosellans, Hitler donne des ordres pour que la Moselle soit « germanisée en 10 ans ». Une ordonnance porte donc le 28 septembre 1940 sur la germanisation obligatoire du nom des habitants mosellans.
Les Mosellans étant toujours réticents face à l’occupant, 60 000 Mosellans francophiles ou francophones, jugés « indésirables », sont expulsés vers la France de l'intérieur, du 11 au 21 novembre 1940. Le 30 novembre, la Moselle est officiellement annexée au Reich. Elle est réunie à la Sarre et au Palatinat pour former une nouvelle province allemande, le Gau Westmark.

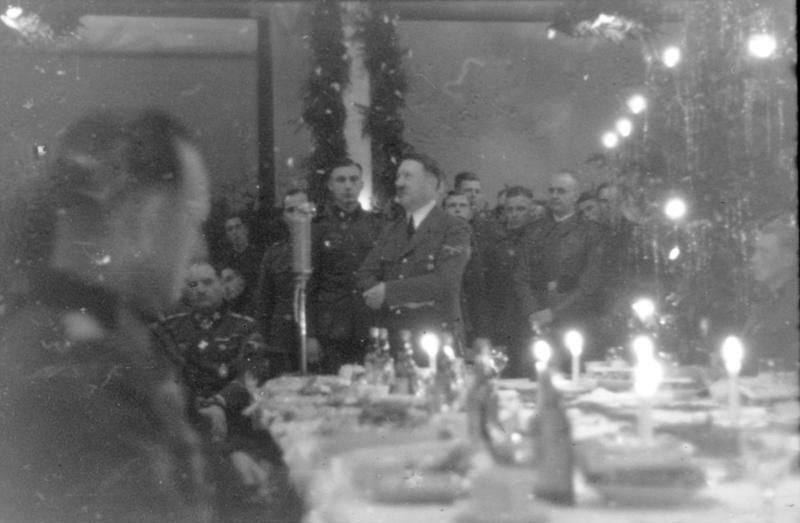
Hitler et des officiers de la Waffen-SS fêtant Noël, à Metz, le 25 décembre 1940.

Conscient du ressentiment des Mosellans, le Führer Adolf Hitler ne fera pas de long discours à la population civile, lors de sa venue à Metz, le jour de Noël, 25 décembre 1940,. Hitler se contentera de rendre visite à la 1re division SS, stationnée dans le secteur de Metz depuis août 1940, passant la nuit du 25 au 26 décembre à l'Hôtel des mines de l'avenue Foch, en compagnie de Sepp Dietrich et des cadres de cette unité. Le lendemain 26 décembre 1940, après avoir passé en revue ses troupes d'élite, Hitler leur fit un discours, et se rendit dans l'après-midi à Sarrebourg, puis à Lutzelbourg, où il fut reçu vers 17 h à l’hôtel des Vosges, pour fêter Noël avec les hommes du 125e régiment d'infanterie. Hitler repassera à Metz, cette fois secrètement, dans la nuit du 16 au 17 juin 1944, pour se rendre au Wolfsschlucht II de Margival.

### Année 1941
Parallèlement à la politique d'expulsion mise en place l'année précédente, est mise en œuvre, dès 1941, une Volkstumspolitik, politique de germanisation, tendant à attirer en Lorraine des fermiers et des travailleurs Deutschstämmig, « de souche allemande », venus d’Allemagne ou d’Europe de l’est. Comme à l'Est, cette politique de repeuplement, ou Umvolkungspolitik, s'accompagne d'une politique d'exploitation systématique des ressources et s'appuie sur la création de nouvelles exploitations agricoles, fermes héréditaires pour les colons ou maisons d’ouvriers ou sur la création de villages répondant aux critères de l'ordre nouveau. C’est ainsi que dans le Saulnois francophone, trois projets pour des communes rurales voient le jour à Bellange, Dalhain et Vannecourt.
Le 25 janvier 1941, un appel veut inciter les Mosellans à entrer dans l’organisation des Hitlerjugend. La germanisation des esprits se poursuit lentement, mais sûrement. Les Bund Deutscher Mädel (BDM) recrutent activement dans les écoles mosellanes. Le ministre de l'Éducation et de la Propagande du Reich, Joseph Goebbels, se déplace en personne à Metz en 1941, pour visiter les locaux du Metzer Zeitung, un journal de propagande incitant les Mosellans à adhérer aux organisations nazies. Le 16 mars 1941, Bürckel demande, aux Mosellans francophiles, une déclaration d'option. Pour échapper à cette pression quotidienne, 6 700 optants émigrent vers la France de l'intérieur entre le 6 avril et le 3 mai 1941. La répression policière se fait plus brutale ; les premières condamnations prononcées par le Sondergericht, un tribunal spécial à Metz, tombent le 20 avril de la même année. Le 23 avril 1941, le décret d'incorporation des Mosellans, garçons et filles de 17 à 25 ans, dans le Reichsarbeitsdienst, « Service du Travail du Reich », siglé « R.A.D.», est publié en Moselle.
Le 18 juin 1941, un an après l’appel du général de Gaulle, des membres du mouvement « l'Espoir français » sont arrêtés. Le 7 juillet 1941, c'est au tour des membres de la filière de Sarrebourg-Saint-Quirin d'être arrêtés. Fin juillet, le groupe « Mario », qui comptera quelque 3 000 membres, se forme autour du résistant communiste Jean Burger. Le 28 juillet 1941, 101 prêtres sont expulsés de la Moselle vers la France de l'intérieur.
En octobre 1941, les jeunes gens de la classe 1922 sont incorporés au « Service du Travail du Reich ». En novembre, c'est au tour des jeunes filles de la classe 1923 de l'être aussi.

### Année 1942
En janvier 1942, le Grand Séminaire de Metz, devenu inutile, devient une prison pour la Gestapo. Le groupe gaulliste Dehran se crée le 30 janvier 1941, peu de temps avant le démembrement de la filière d’exfiltration de sœur Hélène Studler. Le 20 avril 1942, les jeunes gens de la classe 1923 et 1924 sont incorporés « R.A.D.». Le 23 avril, Bürckel annonce la création  d'une province-frontière définitivement allemande. En juillet, les jeunes filles de la classe 1924 partent à leur tour pour le « R.A.D.». Pour faire face aux pertes allemandes de plus en plus nombreuses, le « Kriegshilfsdienst, ou « KHD », enrôle de force des auxiliaires féminines en Moselle, à partir du 16 juillet 1942 : les « Malgré-elles ». La police allemande arrête les membres d’un réseau d'évasion à Rombas, le 30 juillet 1942.
Alors que la Hitlerjugend devient obligatoire pour les jeunes mosellans dès le 4 août 1942, une ordonnance instituant le service obligatoire dans la Wehrmacht pour les Mosellans est promulguée le 19 août 1942. Le 29 août 1942, Bürckel annonce à Metz l'épuration politique et l'institution du service militaire obligatoire. Le même jour, une ordonnance, portant sur l'octroi de la nationalité allemande à l'ensemble des Mosellans, rend applicable l'incorporation des jeunes gens dans l'armée allemande, les futurs « Malgré-nous ». Les classes 1920-1924 sont immédiatement appelées sous les drapeaux. Tous les habitants de l'Alsace-Moselle annexée au IIIe Reich savaient que les nazis avaient déjà anéanti toute opposition au régime, en Allemagne. Refuser la germanisation et la nazification était donc suicidaire. Pourtant, certains choisissent de s'engager dans la résistance. D'autres demandent simplement à partir en France. Bürckel accède à leur désir le 5 septembre, avant de revenir sur sa décision, cinq jours plus tard.
Le procès des membres de « l'Espoir français » se tient le 30 septembre 1942. Les premières condamnations de Mosellans tombent dès le 2 octobre, pour faire sentir aux civils le pouvoir coercitif de l’Allemagne nazie. Les 17 et 18 octobre 1942, les premiers Mosellans des classes 1922, 1923 et 1924 sont incorporés dans l'armée allemande. Pour certains, cette période marque le début d’un cauchemar sans nom, qui se terminera brutalement sur le Front de l'Est ou dans les camps d’internement soviétiques, comme celui de Tambov.
En novembre 1942, les membres des filières de Forbach et de Lorquin sont à leur tour arrêtés. Cela rappelle aux Mosellans l’emprise impitoyable de la Gestapo sur la population civile.

### Année 1943
Le 5 janvier 1943, les jeunes gens des classes 1920 et 1921 sont incorporés dans l'armée allemande. Poursuivant la politique de germanisation, plus de 10 000 patriotes ou résistants à l'annexion sont expulsés de leurs foyers et transportés, par la Gestapo, en Silésie, en Pologne, ou dans les Sudètes, entre le 12 et le 28 janvier 1943. Ces familles d’agriculteurs, de travailleurs ruraux ou de mineurs, sont ainsi contraintes d’enrichir le Reich, sans espoir de retour.
Pourtant, les Mosellans continuent de se rebeller et le train qui conduit les recrues du RAD, de Sarrebourg à Sarreguemines, est mis à sac, le 18 février 1943. Le 12 mai 1943, alors que l'armée allemande capitule en Afrique du Nord, l’arrestation des passeurs du réseau de Rehtal allonge la liste des condamnations. Preuve de la révolte contre l’occupant nazi, 1 250 incorporables mosellans, ayant déjà servi dans l'armée française, se rebellent à Sarreguemines le 25 juin 1943. En juillet 1943, les hommes des classes 1914, 1915, 1916, 1917, 1918 et 1919 sont incorporées dans l'armée allemande
Le 20 septembre 1943, le chef du réseau Mario, Jean Burger, est arrêté. Il mourra en déportation sous les bombes américaines. Le 21 septembre, les membres de la filière de Sarreguemines sont à leur tour arrêtés. Pour faire face à l’insoumission, ou aux désertions des Mosellans, une ordonnance consacre la responsabilité collective du « clan », en cas de défaillance d'un appelé, dès le 1er octobre 1943. L’insoumis expose donc maintenant sa famille à des représailles implacables. Les membres de la filière "Marie Odile" sont arrêtés.
La répression se faisant plus brutale encore, le fort de Queuleu devient un camp d'internement en octobre 1943 et le camp de Woippy ouvre le mois suivant, en novembre 1943. Le 15 décembre de la même année, les membres du groupe Derhan sont à leur tour arrêtés.

### Année 1944

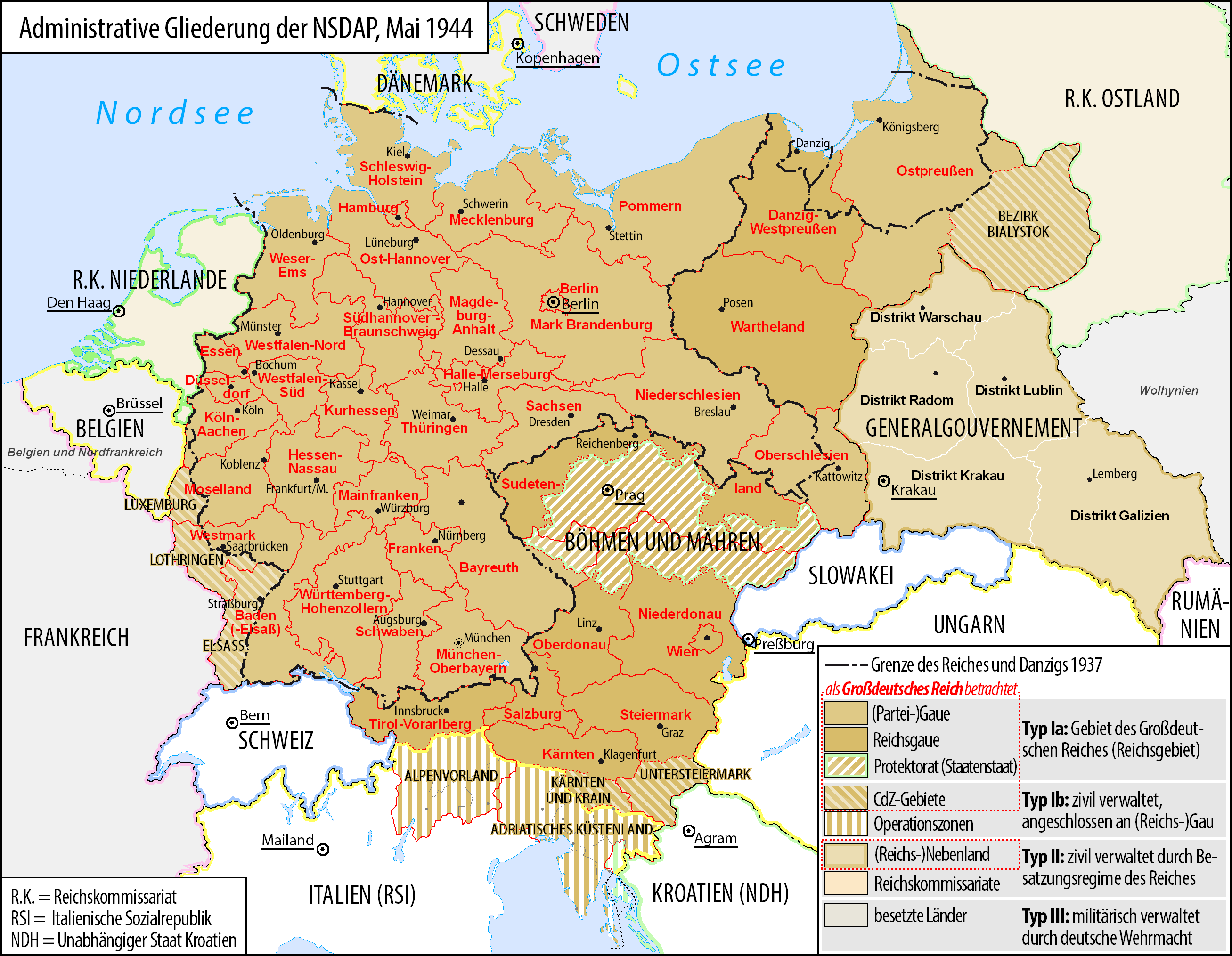
Reichsgaue et Generalgouvernement, en mai 1944.

Le 9 février 1944, la Gestapo arrête de nouveaux membres du Groupe Mario. Le 3 juin 1944, l’armée allemande mène une expédition punitive contre le maquis de réfractaires de Longeville-lès-Saint-Avold. Le 7 juin, des représailles ont lieu à Audun-le-Tiche et Russange. L’étau se resserre inexorablement sur la population mosellane. Les 17 et 18 juin, des représailles sont décidées aussi à Porcelette, à Honskirch et à Vittersbourg, à l’encontre des insoumis mosellans.
À partir du printemps 1944, les bombardiers américains se succèdent par vagues au-dessus de la Moselle, faisant d’énormes dégâts collatéraux. Si les dégâts matériels sont des plus importants, les populations civiles sont durement touchées. Les dévastations sont généralisées dans la vallée de la Seille, entre Dieuze et Metz, et au nord d'une ligne Forbach-Bitche. 23 % des communes de la Moselle sont détruites à plus de 50 %, et 8 % des communes le sont à plus de 75 %. Ce funeste ballet aérien ne prendra fin, au-dessus de la Moselle, qu’en mars 1945, lorsque le département sera entièrement libéré. Les Américains semblaient considérer la Moselle comme une partie indiscutable du Reich.
À l’été 1944, la roue du destin tourne en faveur des Alliés et des Mosellans. Les résistants Alfred Krieger et son adjoint Scharff en profitent pour structurer les FFI dans la région. Le 17 août 1944, le camp d'internement du fort de Queuleu est évacué dans la hâte. En septembre 1944, la brigade Alsace-Lorraine est créée. Elle permet aux Mosellans de se battre pour leur pays. Alors que la bataille de Metz commence, le camp de Woippy est abandonné, le 1er septembre 1944. Les 7 et 10 septembre, un habitant de Munster (Moselle) et un habitant de Lixheim sont exécutés. Le 20 septembre, le Gauleiter Bürckel déclare la partie sud-ouest du CdZ-Gebiet Lothringen « zone des armées ». Il est par conséquent interdit de franchir une ligne allant d'Apach au Donon, et passant par Sierck, Courcelles, Faulquemont, et Sarrebourg. Le Gauleiter Bürckel se suicidera peu après, le 28 septembre 1944.
Les bombardements des Alliés se poursuivent au-dessus de la Moselle. Dans la seule journée du 9 novembre 1944, pas moins de 1 299 bombardiers lourds B-17 et B-24 déversent 3 753 tonnes de bombes, de 1 000 à 2 000 livres, sur les ouvrages fortifiés de la Moselstellung et les points stratégiques situés dans la zone de combat de la IIIe armée. Du 7 au 13 novembre 1944, se déroule le procès des membres du « Groupe Derhan » à Bayreuth. Neuf jours plus tard, après trois mois de combats, la bataille de Metz prend fin. La ville est libérée le 22 novembre 1944, après quatre ans d’annexion. Les combats se poursuivent maintenant à l'Est du département, sur la Sarre.
Fin décembre 1944, l'épuration politique s'organise en Moselle. Pas moins de 150 Allemands sont arrêtés dans le département et sont conduits au fort de Queuleu.

### Année 1945
Dans la première quinzaine de janvier 1945, 700 autres Allemands sont arrêtés en Moselle et envoyés au fort de Queuleu, qui sera utilisé jusqu'en mars 1946, pour l’internement des Allemands et des suspects jugés « dangereux », soit plus de 8 000 personnes en Moselle. Alors que l'Opération Nordwind de l’armée allemande déstabilise les troupes américaines, et inquiète les populations civiles en Moselle, la France annule les mesures prises par le Reich en Moselle, le 12 janvier 1945. Le 4 février 1945, Philippsbourg est repris par les Allemands et des FFI sont arrêtés. Le département ne sera entièrement libéré que le 21 mars 1945 par l'opération Undertone, après de durs combats, qui éprouveront autant les soldats que les populations civiles.
L’armée allemande capitule à Reims le 7 mai 1945. Les dirigeants nazis sont arrêtés un peu partout en Europe. Le tribunal international de Nuremberg ouvre un procès qui durera de novembre 1945 à octobre 1946 : il reconnaît l'« incorporation de force » des Malgré-nous, comme un crime de guerre, refermant la page de cet épisode tragique de l’histoire de la Moselle.

## Après-guerre
Lors de l'épuration en Moselle, la France prit en compte le statut particulier du département pendant la guerre. 4 178 jugements furent prononcés par la Cour de Justice de la Moselle. Sur ce nombre, il y eut 859 acquittements et 3 243 condamnations, dont 28 à la peine capitale, 288 aux travaux forcés, 952 à des peines de prison. Sept exécutions sommaires seulement, ont été à déplorer sur l’ensemble du département. Au sortir de la guerre, le bilan humain est très lourd en Moselle. Aux soldats mosellans morts pour la France entre 1939 et 1945, ou pour l’Allemagne entre 1942 et 1945, il faut ajouter des milliers de civils qui périrent dans les camps d’extermination, ou sous les bombes des Alliés. La population mosellane passa de 696 246 habitants en 1936, à 622 145 habitants au recensement de 1946, soit une perte de plus de 11 % de la population. Pour réparer les dégâts provoqués par l’annexion et combler le déficit de main-d’œuvre en Moselle, pas moins de 26 000 prisonniers de guerre allemands participent dès 1945 à l’effort de reconstruction en Moselle. Appréciant la force de travail de cette main d’œuvre disciplinée, notamment dans les mines, les élus locaux obtiennent, en juillet 1947, la possibilité d’accorder un statut de « travailleurs libres » aux prisonniers de guerre allemands, malgré les fortes réticences de Paris, qui craignait un nouvel apport de population germanique dans les anciens territoires annexés. Un an plus tard, le gouvernement Schuman étendit cette mesure libérale aux anciens nazis, cadres du NSDAP ou Waffen-SS. Une page douloureuse de l'histoire mosellane se tournait définitivement, pour laisser place à des relations franco-allemandes apaisées, placées sous les auspices de l'Europe.